# Province de Maputo
La province de Maputo (en portugais : província de Maputo) est l'une des dix provinces du Mozambique. Sa capitale est la ville de Matola, située à 10 km à l'ouest de la capitale du Mozambique, Maputo.

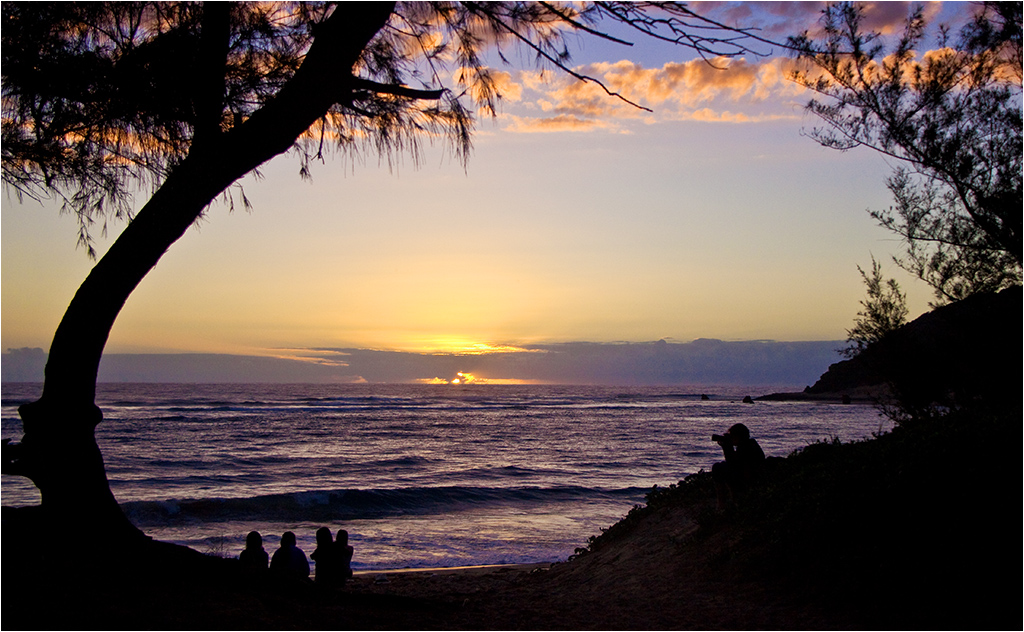
Coucher du soleil de Ponta do Ouro, Mozambique

## Géographie
Située dans le sud du pays, la province de Maputo couvre une superficie de 26 058 km2. Elle est bordée au nord par la province de Gaza, à l'est par le canal du Mozambique (océan Indien) et la Ville de Maputo, au sud par l'Afrique du Sud et à l'ouest par l'Eswatini et l'Afrique du Sud. La ville de Maputo forme une province séparée de la province de Maputo.

## Population
La province de Maputo comptait 1 205 553 habitants au recensement de 2007, contre 830 908 habitants en 1997, soit une augmentation de 45 pour cent en dix ans.

## Subdivisions
La province est subdivisée en 7 districts :
- District de Boane
- District de Magude
- District de Manhiça
- District de Marracuene
- District de Moamba
- District de Namaacha
- District de Matutuine

et comprend également 2 municipios :
- Manhiça
- Matola